# Apaecasia
Apaecasia là một chi bướm đêm thuộc họ Geometridae.